# Шабле
Шаблè (на френски: Chablais, на италиански: Chiablese или Sciablese) е френски и швейцарски планински район, разположен в северната част на Савоя. Това е древна територия на Савойското графство и впоследствие провинция на Савойското херцогство. Основният град и историческа столица на френско Шабле е Тонон ле Бен на южния бряг на Женевското езеро.
Регионът е ограничен на север от Женевското езеро, на изток от Kантон Вале (Швейцария), а на юг от Савоя. Той е разделен на три територии: Савойско Шабле в департамент От Савоа (Франция), Шабле на Вале и Шабле на Во в Швейцария (съответно в кантоните Вале и Во).

## Топоним
Топонимът на региона идва от името на древно селище в близост до днешен Вилньов в швейцарския кантон Во. Името на местността на келтски език е * Penn-Loch, което на галски става Pennelucos, т.е. край или „връх на езерото". През 11 век под „Шабле“ се разбира цялата територия, простираща се на двата бряга на река Рона между Евиан и Вьове под името „планински връх“ или „езерен връх". Романизирано името става Pennelocus или Pennilacus. Латинското име Caput lacus (caput iaci или caput lago, букв. „езерен връх/глава“) става на народен език Capo' lai (lai = езеро на франко-провансалски).
Терминът е използван за първи път от длъжностно лице на император Лудвиг I Благочестиви през 826 г. Формата Caplatio, спомената през 9, 10 и 11 век, става на местен савойски език tsab-lé и на френски Chablai в източник от 1145 г., през следващия век Chablas, за да се установи като Chablais. Тази форма обаче е удостоверена през 1076 г. Чрез фонетичната игра „р“ става лабиална „б“ и оттук Cab'lai, и впоследствие Chab'lai. 

## География

### Историческо Шабле
Историците разграничават няколко подгрупи:
- Древно Шабле, наречено още „Ранно Шабле“: Средновековното Древно Шабле съответства на „езерния връх“ – Женевското езеро на левия бряг на река Рона, днешно Долно Вале.[6]
- Ново Шабле (Nouveau Chablais), наречено още „Савойско Шабле“, „Настоящо Шабле“ и в наши дни „Френско Шабле“: областта между бреговете на реките Триан (Вале), О Фруад (Во) и Морж дьо Сен Жанголф (Вале). Ново Шабле се намира между река Дранс (в деп. От Савоа, Франция) и река Морж дьо Сен Жанголф (на границата между Франция и Швейцария).
- Шабле на Во: включва савойските територии на Пеи дьо Во.

### Съвременно Шабле
Швейцарско Шабле (Шабле на Вале и Шабле на Во) е разположено по границите на кантоните Вале и Во на Женевското езеро, по горната долина на река Рона, на главните пътища, свързващи Италия през Швейцария със Северна Франция, Белгия, Холандия и долината на Рейн. Това е регион, заобиколен от многобройни алпийски върхове, включително Дан дю Миди с неговите 3257 м. Три общини в днешния Кантон Женева се считат за част от Шабле преди 1815 г.: Ерманс, Аниер и Корзие.
Френско Шабле (наречен още „Савойско Шабле“) се простира в североизточната част на департамент От Савоа, между Женевското езеро и долината Жифър. То включва три географски области:
- На север Долно Шабле, граничещо с южния бряг на Женевското езеро, равнината на Аван Пеи Савояр;[N 4]
- Кот ан Шабле[N 5] и Пеи дьо Гаво,[N 6] плато разположено между Женевското езеро и долината на река Дранс;
- На юг високопланинското Шабле с основен туристически център комплекса Морзин – Авориа, Вале д'Олп и Вал д'Абонданс.[N 7]

Най-населените общини в Шабле са: Тонон ле Бен, Франция (35 768 жители към 2019 г.), Монте, Швейцария (17 660 жители към 1 март 2018 г.), Егъл, Швейцария (10 240 жители към 31 декември 2019 г.), Евиан ле Бен, Франция (9629 жители към 2019 г.), Олон, Швейцария (9885 жители към 31 декември 2019 г.), Коломби Мюраз, Швейцария (9013 жители към 31 декември 2017 г.), Бе, Швейцария (7757 жители към 31 декември 2018 г.), Пюблие, Франция (7527 жители през 2019 г.) и др.

## История

### Средновековие
Шабле води произхода си от двете страни на река Рона, от „върха“ на Женевското езеро. През вековете Шабле е отправна точка за търговски трафик и транзит между Франция, Вале, Вале д'Аоста и Италия. Територията първоначално зависи от Абатството на Сен Морис д'Агон.
През 11 век Шабле става притежание на Савойската династия и е включено в Савойското графство. През 1032 г. правата на управление на тази област са дадени на Хумберт I Савойски от императора на Свещената Римска империя Конрад II. Опирайки се на това и под претекст за лошото управление от страна на императорския губернатор, Амадей III Савойски взема провинциите на Шабле, след това Вале д'Аоста и титлата „Херцог на Шабле". През 1128 г. той разширява териториите си, като включва в тази територия, наречена „Старо Шабле“, района на Тонон в Дувен, който взима името „Ново Шабле“, и столица става Сен Морис д'Агон (днешен Сен Морис в Кантон Вале, Швейцария).
Савойските принцове затвърждават пребиваването си по тези места чрез построяването на замъка Шийон в Пеи дьо Во и на замъка Рипай близо до Тонон.
През 12 век в Шабле се развива монашеството: близо до езерото или в отдалечени долини са основани няколко манастира, сред които намиращите се в днешния френски департамент От Савоа абатство „Нотр Дам д'Абонданс“ (Abbaye Notre-Dame d'Abondance в Абонданс, От Савоа), цистерианско абатство на Олп (Abbaye d'Aulps в Сен Жан д'Олп), картезиански Валонски манастир (Chartreuse de Vallon, в Белво, От Савоа), Приорат на Мейери (Prieuré de Meillerie в Мейери, От Савоа) и др.
След победата над войските на Савойското херцогство при ла Планта на 13 ноември 1475 г. в контекста на Бургундските войни жителите на Вале придобиват част от Старо Шабле. Въпреки това Монте и долната част на Вале остават под властта на Савойската династия. Същата година жителите на Берн окупират Шабле по десния бряг на Рона и образуват заедно с районите на Егъл, Бе, Олон и Ормонт в Департамент Егъл.

### Край на Савойското господство
От 1535 до 1567/69 г. Шабле е окупирано от швейцарците и техните съюзници (по-специално тези от кантоните Берн и Вале, които го разделят на две области на влияние). През същите години населението се присъединява към калвинизма, но в края на века се връща обратно към католицизма благодарение на делото на Свети Франциск от Сал – епископ на Женева от 1602 до 1622 г.
През 1536 г., след агресията на Савойското херцогство срещу Женева, Берн му обявява война. Войските на Берн, предвождани от Ханс Франц Негели, преминават през Пеи дьо Во, без да срещнат голяма съпротива. Те окупират цяло Ново Шабле до Тонон, минавайки през Женева, където са посрещнати като освободители. Жителите на Вале приветстват новината за Бернската инвазия. След превземането на Пеи дьо Во обаче те се опасяват, че Берн ще окупира Монте и района на савойското Женевско езеро. След като уведомяват Савойския херцог, жителите на Вале тръгват да завземат територията на Сен Морис в Евиан, за да я защитят, и обещават да я върнат по-късно на херцога за сметка на възстановяване на разходите им. Общините Сен Жанголф (1 февруари) и Евиан (9 февруари), общностите на Вале д'Абонданс, Вашрес и Бонво (20 февруари), както и тези на Сен Жан д'Олп и Биот (22 февруари) много бързо се присъединяват към новите власти на Вале. Максили става притежание на Берн.
През 1553 г. херцог Емануил Филиберт Савойски желае да си възвърне териториите, загубени от баща му Карл III Савойски, и изявява претенции към наследството на предците му в района на Женевското езеро. През 1559 г. той възстановява властта си в част от страните си вследствие на Мирния договор от Като Камбрези, и занапред започва да гледа на Пеи дьо Во, отстоявайки реда на реституцията, наложен на Берн от Райхстага на Свещената Римска империя през 1542 г. Бившите му поданици от Во обаче вече не желаят да стават савойци или католици.
През февруари и март 1569 г. властите на Вале и херцог Емануил Филибер се срещат в Тонон, за да потвърдят съюза си за взаимоотбрана и за да бъдат върнати на Савоя териториите на Шабле.
С Договора от Лозана от 30 октомври 1564 г. (влязъл в сила през 1567 г.) Берн се ангажира с това да върне Пеи дьо Жекс, Шабле и департаментите на Гаяр и Терние на Савойския херцог в замяна на отказа му от Пеи дьо Во. Договорът е приет с някои резерви от кралете на Франция и на Испания, а Берн протаква известно време връщането на земите. Недоволни са и протестантите, понеже клаузата за религиозните свободи не се спазва.
Договорът от Тонон (4 март 1569 г.) между Савоя и Вале прекроява границата на Вале, която се отдръпва до река Морж дьо Сен Жанголф, а Монте остава на Вале. Валезките дипартаменти на Евиан и Сен Жан д'Олп се връщат на Савойския херцог (без департамент Монте, т.е. без Старо Шабле, простиращо се на левия бряг на река Рона надолу в долината на Масонже до Сен Жанголф).
Договорът от Тонон е ратифициран в Сион на 23 март 1569 г. и в Шамбери на 4 април, и окончателно фиксира границата на двете държави на река Морж дьо Сен Жанголф. Вале възстановява на Савойския херцог департаментите Евиан и Сен Жан д'Олп, но запазва този на Монте, като по този начин установява границите в Шабле такива каквито ги познаваме днес.
През 1589 г. войната между Женева и Савойското херцогство се възобновява. Швейцарците и женевците превземат Тонон и Рипай. С мира от 1593 г. започва католическото възстановяване на Западно Шабле.
С окончателното анексиране на Савоя към Франция след Втората война за италианска независимост Шабле става френска територия, разположена в департамент От Савоа.

### Департамент Шабле
Шабле е един от 8-те департамента (на френски: bailliage) на Савойските държави. Той съответства на територията на днешното Савойско Шабле, на долината на река Рона от върха на Женевското езеро до покрайнините на Сион, минавайки през Егъл и Мартини, както и на феодите на земите на Во, Шийон, Вьове и Пайерн.
Департаментът включва 16 кастеланства (на френски: châtellenie): Шийон-Вилньов (Chillon-Villeneuve), Женева (Ил дьо Женев) (Genève (Île-de-Genève), Версоа (Versoix/Versoy), Ла Корбиер (La Corbière), Ивоар-Ла Роворè (Yvoire-La Rovorée), Аланж-Тонон (Allinges-Thonon) – Тонон става столица през 1288 г., Евиан е Фетерне (Évian et Féternes), Сен Морис-д'Агон-Монте (Saint-Maurice-d'Agaune-Monthey) – от 1350 г. Монте става независимо кастеланство, Саксон (Saxon), Сембраншè (Sembrancher), Онтръмон (Entremont), Вьовè (Vevey), Тур дьо Пей (Tour de Peil/Peilz), Шател Сен Дени (Châtel-Saint-Denis), Контè (Conthey) и Сайон (Saillon). Седалището на губернатора на департамента е в замъка на Шийон.
През 1475 г., по време на Бургундските войни, Берн завладява част от феода на Шабле и основава департамента на Егъл (днешно Шабле дьо Во). През 1536 г. жителите на Берн и на Вале завземат останалата част на Шабле. Тогава река Дранс маркира границата между Бернския департамент на Тонон и валезките департаменти на Евиан (с изкл. на Максили, който вече е положил клетва на Берн), Сен Жан д'Олп и Монте.

## Дейности

### Транспорт
Трасето от Машили до Тонон следва това на магистралата, изоставяйки около 80% от придобитите земи от страна на Генералния съвет от началото на 80-те год. на 20 век, и свързвайки 2 по 2 пътните ленти на Машили-Луазан и на Сие-Тонон в северната част на градчето Дувен. Това прави възможно избягването на трафика на пътуващите с градския транспорт (Тонон-Женева) и подобряването на достъпа до останалата част от Шабле, вкл. и на туристическия достъп до Ивоар, Нерние и Екзанве, както и на търговския трафик до Тонон и Горно Шабле. В началото на 2012 г. е осигурено цялостното финансиране за частта „Кръстопът на Шасьор“ в Максили за 2 по 2 пътна лента и по-малко от 70% за лентата от Максили до Тонон.
Железопътната линия също е обект на преразглеждане с цел по-доброто свързване на Савойско Шабле с Вале, Анемас и Женева. Надигат се гласове за реабилитирането на съществуващата железопътна линия, т. нар. „Линия дю Тонкен“ (Ligne du Tonkin), закрита през 1998 г. във Франция между Сен Жанголф и Евиан ле Бен, и все още функционираща в Швейцария, свързваща Сен Морис с Женева.
През 2000 г. се сформира „Обществен транспорт на Шабле“ (Transports Publics du Chablais, TPC) от сливането на 4 пътнически транспортни компании.

### Спорт и туризъм
От 2001 г. в швейцарския град Егъл се намира седалището на Световния център за колоездене и на Международния колоездачен съюз.
Няколко балнолечебни града са разположени по южния бряг на Женевското езеро, сред които Ивоар, Екзанве, Сие, Тонон ле Бен, Евиан ле Бен, Мейери, Сен Жанголф, Пор Вале и др.
В Шабле има и увеселителни паркове като Аквапарк в местността Бувре в швейцарския кантон Вале, Суис Вапьор Парк с минилокомотиви на брега на Женевското езеро в Швейцария и алпийският парк Leman Forest в района на Сен Жанголф (Франция).

### Курорти за зимни спортове
Шабле е дом на ски зоната Порт дю Солей – една от най-големите международни ски зони в света с 650 писти и 280 съоръжения за лифтове, но без да са напълно свързани.
- Абондàнс, ски зона Порт дю Солей (Франция)
- Авориà, ски зона Порт дю Солей (Франция)
- Белвò-Ирмантà (Франция)
- Белвò-ла Шеврерѝ, ски зона Еспас Рок д'Анфèр (Франция)
- Бернè-Дан д'Ош (Франция)
- Шамперѝ, ски зона Порт дю Солей (Швейцария)
- Шатèл, ски зона Порт дю Солей (Франция)
- Кол дю Фю-Люлàн (Франция) Шампери
- Друзèн-Льо Мон-Льо Биòт-Кол дю Кòрбиер, ски зона Порт дю Солей (Франция)
- Грийòн, ски зона Вилар-Грийòн (Швейцария)
- Ла Шапèл-д'Абондàнс, ски зона Порт дю Солèй (Франция)
- Ле Диабльорè (Швейцария)
- Ле Же, ски зона Порт дю Солей (Франция)
- Лез Абèр (Франция)
- Ле Мос (Швейцария)
- Лезàн (Leysin) (Швейцария)
- Монтриòн, ски зона Порт дю Солей (Франция)
- Морзѝн, ски зона Порт дю Солей (Франция)
- Сен Жан д'Олп: Ла Гранд Терш, ски зони Еспас Рок д'Анфер и Порт дю Солей (Франция)
- Толòн ле Мемѝз (Франция)
- Моржàн, ски-зона Порт дю Солей (Швейцария)
- Вал д'Ийè, Ле Крозет, Шампусèн, ски зона Порт дю Солей (Швейцария)
- Вилàр сюр Олòн, ски зона Вилàр-Грийòн (Швейцария)
- Торгòн, ски зона Порт дю Солей (Швейцария)

## Култура

### Регионален език
Савойският е франко-провансалски диалект (един от трите гало-романски езика), който все още се използва в определени села (по-специално в Белво). Той повлиява на френския, говорим на местно ниво, чрез речниковия си състав и граматиката си. През 1998 г. лекарят и журналистът Андре Депра (André Depraz) публикува „Речник на езика на Шабле – цялостно произведение за франко-провансалското влияние върху езика на Шабле.

### Специалитети
Зоната на производство на кашкавал Абонданс съответства приблизително на района на Френско Шабле. Този варен пресован кашкавал се прави от преработката на сурово краве мляко, произведено във френския департамент От Савоа.
Пормонез или Пормоние е традиционен колбас от Шабле, приготвен от постно свинско, спанак, цвекло, праз и различни билки или зеле.
Пенливата алкохолна напитка „Ла Шевър“ е традиционна за Шабле. Тя се прави чрез ферментация под преса на ябълков или на гроздов сок. И до днес в някои домове има мелница, преса и най-вече ноу-хау, а навремето е имало голяма преса на селските площади. Хората са носели техните pitains (накълцани ябълки), за да си направят сайдер (наречен maude или le forcé).

### Медии
- TV8-Mont-Blanc е пионерът на частната местна телевизия, гледана от повече от 20 милиона жители във Франция и Швейцария
- През 70-те год. на 20 век в Шабле на франко-провансалски се излъчва пиратското радио Allobroges n 1 от членовете на политическото Движение на регион Савоя (MRS)
- Радио Плюс, бивше Радио Толон е едно от най-слушаните в Савойско Шабле и в цяла Горна Савоя
- Френските обществени групи Radio France и France Télévision притежават местната радиостанция Radio Bleu Pays de Savoie, която също е много популярна, и France3 Haute-Savoie
- RCF Haute-Savoie е местна католическа радиостанция
- Радио Шабле е една от най-важните FM станции в Швейцария
- Френската пресгрупа Le Dauphiné издава ежедневника Léman-Genevois
- Le Messager, издание Chablais е седмичникът на Шабле Горна Савоя. Със седалище в Тонон ле Бен той е и ръководител на по-голяма група – Presse Alpes-Jura, която публикува няколко други седмичника, вкл. Savoyard L'Essor
- Le Vendredi е двуседмично списание на Шабле на Вале, което е основано през 1997 г. със седалище в Монте.

## Обяснителни бележки
1. ↑  Планините носят името „Предалпи на Шабле“.
2. ↑  Ерманс, Аниер и Корзие се намират в кантон Женева, Швейцария.
3. ↑  Вале дю Жифър е малък район в деп. От Савоа, Франция.
4. ↑  Районът Л'Аван Пеи савояр, бивш Пти Бюже или Бюже савояр, или още Пти Бюже савояр се намира в най-западната част на деп. Савоа, Франция, в район, ограничен от Шен дьо л'Епин (Chaîne de l'Épine), Мон дю Ша на изток, Гийер на югозапад и река Рона на северозапад.
5. ↑  Кот ан Шабле са териториите в подножието на Женева между Анемас и Тонон ле Бен.
6. ↑  Пеи дьо Гаво (Pays de Gavot) е малък район във френско Шабле, деп. От Савоа.
7. ↑  Морзин е община във френските Алпи в деп. От Савоа с нейния ски курорт Авориа, Вале д'Олп е малък природен район във френско Шабле, Вал д'Абонданс е малък район във френско Шабле.
8. 1 2 3 4  Сен Жан д'Олп (Saint-Jean-d'Aulps) е френско село/градче в деп. От Савоа.
9. ↑  Масонже (Massongex) е швейцарско село/градче в кантон Вале.
10. ↑  Сан Жанголф (Saint-Gingolph) е село, разположено на френско-швейцарската граница на южния бряг на Женевското езеро, в устието на река Морж, което маркира границата между Франция и Швейцария.

## Библиографски бележки
1. 1 2 3 4  D'après Henry Suter. « Chablais » //  Noms de lieux de Suisse romande, Savoie et environs.   Henry Suter. Посетен на 23.6.2020. (на френски).
2. ↑  Bessat, Hubert, Germi, Claudette. Les noms du patrimoine alpin. Т. 2.   Ellug, 2004. ISBN 978-2-84310-052-9. p. 464. Посетен на 23.6.2020. (на френски).
3. ↑  Bessat, Hubert, Germi, Claudette. Les noms du patrimoine alpin. Т. 2.   Ellug, 2004. ISBN 978-2-84310-052-9. p. 62 – 63. Посетен на 23.6.2020. (на френски).
4. ↑  Henri Jaccard, Essai de toponymie: origine des noms de lieux habités et des lieux dits de la Suisse romande, G. Bridel & cie, 1906, с. 64.
5. ↑  Wipf, G. R. Noms de lieux des pays franco-provençaux : Région Rhône-Alpes, Suisse romande, Val d'Aoste : histoire et étymologie.   Imprimeries réunies de Chambéry, 1982. ISBN 978-2-904234-00-2. с. 342. Посетен на 24.6.2020.
6. ↑  Dessaix, Joseph. La Savoie historique, pittoresque, statistique et biographique.   Slatkine, 1994, 1854 (1-во изд.). ISBN 978-2-05-101334-5. p. 284. Посетен на 23.6.2020. (на френски)
7. ↑  Population de Thonon les Bains, nombre d'habitants 2019 //   Посетен на 23.6.2020.
8. ↑  Monthey en chiffres //   Посетен на 23.6.2020.
9. ↑  Statistiques Aigle //   Посетен на 23.6.2020.
10. ↑  Population de Évian les Bains, nombre d'habitants 2019 //   Посетен на 23.6.2020.
11. ↑  Population et altitudes //   Посетен на 23.6.2020.
12. ↑  Population et territoire //   Посетен на 23.6.2020.
13. ↑  Ständige Wohnbevölkerung nach Staatsangehörigkeitskategorie, Geschlecht und Gemeinde, Provisorische Jahresergebnisse, 2018 //   Посетен на 23.6.2020.
14. ↑  Population de Publier, nombre d'habitants 2019 //   Посетен на 23.6.2020.
15. ↑  Genoux, Claude. Histoire de Savoie depuis la domination romaine jusqu'à nos jours.   F. Saillet, [1852]. p. 480. Посетен на 24.6.2020. (на френски).
16. ↑  Fabienne. Trattato di Losanna //  Dzionario Storico della Svizzera.   Посетен на 26.6.2020. (на италиански)
17. 1 2  Mémoires et documents.   Annecy, Académie salésienne, 1896. Посетен на 24.6.2020. (на френски).
18. 1 2  Sache, Bernard. Le siècle de Ripaille, 1350 – 1450.   Montmélian, La Fontaine de Siloé, 2007. ISBN 978-2-84206-358-0. p. 19 – 20. Посетен на 24.6.2020. (на френски).
19. ↑  Bouquet, Jean-Jacques. Aigle (gouvernement, district) //  Dictionnaire historique de la Suisse.   13.6.2002. Посетен на 24.6.2020. (на френски)
20. ↑  Association internationale des Portes du Soleil. Domaine skiable //    Архивиран от оригинала на 2016-03-15. Посетен на 24.6.2020..
21. ↑  Jean-Robert Pitte, « Delicatessen alpestres », Cochons et cochonnailles : la quête du saint gras, L’Alpe no 42, Automne 2008, p 8

|  | Тази страница частично или изцяло представлява превод на страницата Chiablese и страницата Chablais в Уикипедия на италиански и френски език. Оригиналните текстове, както и този превод, са защитени от Лиценза „Криейтив Комънс – Признание – Споделяне на споделеното“, а за творби, създадени преди юни 2009 година – от Лиценза за свободна документация на ГНУ. Прегледайте историята на редакциите на оригиналните страници тук и тук, за да видите списъка на техните съавтори. ВАЖНО: Този шаблон се отнася единствено до авторските права върху съдържанието на статията. Добавянето му не отменя изискването да се посочват конкретни източници на твърденията, които да бъдат благонадеждни. |